# 果てなき道
「果てなき道」（はてなきみち）は、2009年11月25日に発売されたHIMEKAの2枚目のシングル。

## 解説
表題曲「果てなき道」は、テレビアニメ『テガミバチ』のエンディングテーマとなっている。
通常版は、ジャケットがブーケを持って立つHIMEKAの背後に花と木の葉でできた翼が配された写真となっている。初回生産限定盤は、ジャケットが表裏ともにテレビアニメ『テガミバチ』の描き下ろしイラストで、特典としてHIMEKA直筆の"テガミ"メッセージ（便箋に漢字仮名交じりで手書きしたものの印刷）とテガミバチ・ステッカーが内封され、エンディング用バージョンがボーナス・トラックとして収録されている。

## 収録曲
1. 果てなき道 [4:56]
  - 作詞・作曲：岡村ゆき / 編曲：シライシ紗トリ、村山達彦 / ストリングスアレンジ：千住明
2. 空は教えてくれる [4:31]
  - 作詞：有里泉美 / 作曲：上松範康 / 編曲：菊田大介
3. 果てなき道　〜Instrumental〜
4. 空は教えてくれる 〜Instrumental〜
5. 果てなき道 〜Anime Edit〜（初回生産限定盤のみのボーナス・トラック）

## タイアップ
- テレビアニメ『テガミバチ』 エンディングテーマ（第1話 - 第13話）